# Ni uno menos
Ni uno menos (título original  Yi ge dou bu neng shao) es una película de drama china estrenada en 1999 y dirigida por Zhang Yimou. El guion fue adaptado de la historia de Shi Xiangsheng de 1997 Un sol en el cielo (chino:天上有个太阳; pinyin: tiān shàng yǒu ge tàiyáng ). La película fue distribuida por Sony Pictures Classics en Norteamérica  y Columbia Pictures a nivel internacional.
Cuenta la historia de una joven de 13 años (Wei Minzhi) que debe hacerse cargo de una pequeña escuela rural, mientras el maestro oficial se ausenta durante un mes para cuidar a su madre enferma. Para percibir su salario, la condición es que al regreso del maestro ningún niño haya abandonado. Cuando uno de sus alumnos se va, buscando ganarse la vida en la ciudad, la joven le sigue para llevarle de vuelta.
La película muestra el analfabetismo y la pobreza rural de una manera neorrealista y documental, empleando principalmente actores no profesionales cuyos personajes conservan su nombre real; así, la joven profesora Wei Minzhi se llama realmente Wei Minzhi. De esta manera Zhang Yimou muestra las grandes diferencias económicas y culturales de la China actual y establece un límite más que borroso entre realidad y ficción.
A nivel internacional, la película fue bien recibida en general, pero también atrajo críticas por su mensaje aparentemente político; los críticos extranjeros están divididos sobre si la película debe leerse como un elogio o una crítica al gobierno chino. Cuando la película fue excluida de la sección de competencia del Festival de Cine de Cannes de 1999 , Zhang la retiró junto con otra película del festival y publicó una carta en la que reprochaba a Cannes la politización y la "discriminación" del cine chino. La película ganó el León de Oro del Festival de Cine de Venecia y varios otros premios, y Zhang ganó el premio al mejor director en los Golden Rooster Awards.

## Fondo
En la década de 1990, la reforma de la educación primaria se había convertido en una de las principales prioridades en la República Popular China. Alrededor de 160 millones de chinos habían perdido toda o parte de su educación debido a la Revolución Cultural a fines de la década de 1960 y principios de la de 1970,  y en 1986 el Congreso Nacional del Pueblo promulgó una ley que pedía nueve años de educación obligatoria. Para 1993, estaba claro que gran parte del país estaba progresando poco en la implementación de la educación obligatoria de nueve años, por lo que el plan de siete años 1993-2000 se centró en este objetivo. Uno de los principales desafíos que enfrentaron los educadores fue la gran cantidad de escolares rurales que abandonaron la escuela para buscar trabajo. Otro problema fue una gran brecha entre las zonas urbanas y rurales: la financiación y la calidad de los maestros eran mucho mejores en las escuelas urbanas que en las rurales, y los estudiantes urbanos permanecían en la escuela por más tiempo.

## Sinopsis

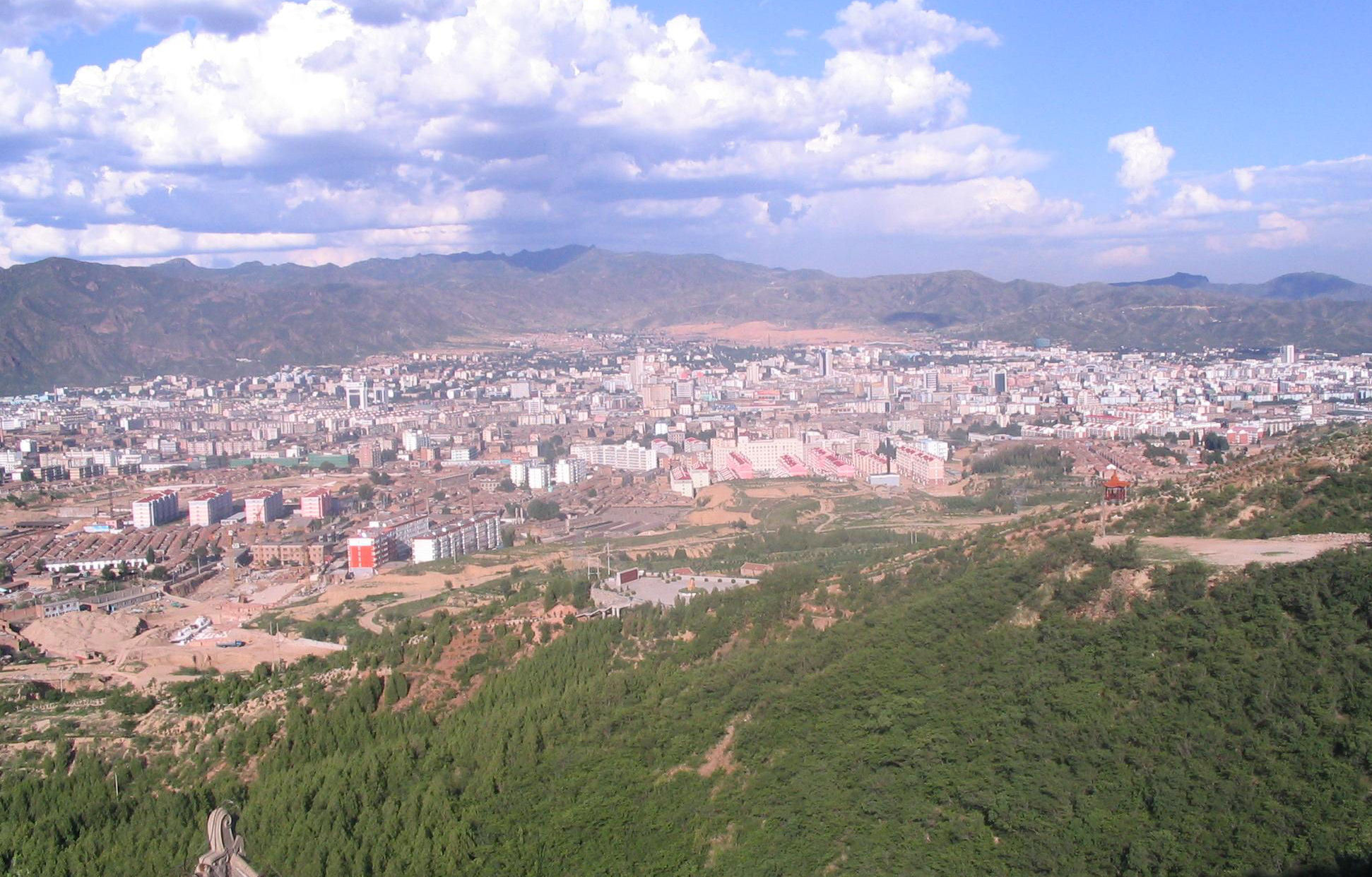
La ciudad-prefectura de Zhangjiakou, donde se desarrollan las escenas "urbanas" de la película.

Wei Minzhi, una joven de apenas 13 años debe de enseñar a niños casi de su misma edad después que el maestro Gao Enman se ausenta para cuidar a su madre enferma. Lo que para cualquiera hubiera representado un fracaso anticipado, para Minzhi es el reto de lograr que sus estudiantes aprendan en la escuela, se apropien de ella y permanezcan. En medio de la duda y la inseguridad de enfrentarse a lo desconocido y a pesar de su corta edad, de los pocos recursos de la escuela y su entorno y del rechazo de sus estudiantes, los motiva a alcanzar sus metas.
La maestra Wei continuamente pone mucho esfuerzo para retener a los estudiantes; sabe que el hecho de perder a uno solo de ellos le puede traer tantas frustraciones como perderlos a todos, por eso cuando un estudiante abandona la escuela para ir en busca de trabajo a la gran ciudad, asume el reto de rescatarlo con persistencia, creatividad y dinamismo. El desaliento que recibe de las personas con las que se va encontrando en la búsqueda, el hambre, la inseguridad y hasta la impotencia en muchas ocasiones frente al desafío de encontrarlo, son algunos percances e incertidumbres que logra vencer en su travesía. Al final, la recompensa de asumir el reto de recuperar «un solo niño» termina siendo mayor de lo que se imaginó.

### Reparto
| Nombre        | Rol                                    | ocupación en la vida real                             | Observaciones en la película |
| ------------- | -------------------------------------- | ----------------------------------------------------- | --- |
| Wei Minzhi    | Maestra Wei                            | estudiante de secundaria                              | Maestra sustituta de 13 años que va a trabajar temporalmente en una escuela rural y tiene que estar a cargo de 28 alumnos.                  |
| Zhang Huike   | Zhang Huike                            | estudiante de primaria                                | Al principio era indisciplinado en clases y posteriormente se marcha a trabajar a la ciudad.                                                |
| Tian Zhenda   | Alcalde Tian                           | Alcalde de una pequeña aldea en el condado de Yanqing | |
| Gao Enman     | Maestro Gao                            | Maestro en la aldea de Yanqing                        | Tiene que viajar a ver a su madre enferma, razón por la que Wei lo sustituye en la escuela.                                                 |
| Sun Zhimei    | Niña que trabaja en la ciudad          | estudiante de secundaria                              | Ayuda a Wei a buscar a Zhang Huike en la ciudad a cambio de 2,5 yuanes.                                                                     |
| Feng Yuying   | Recepcionista del canal de televisión  | taquillera                                            | Entrevista a Wei en un programa de TV educativo para buscar a Zhang Huike.                                                                  |
| Li Fanfan     | presentador de programas de televisión | presentador de programas de televisión                | |
| Zhang Yichang | reclutador deportivo                   | instructor de deportes                                | |
| Xu Zhanqing   | dueño de la fábrica de ladrillos       | alcalde de una aldea del condado de Yanqing           | Ayuda a la Maestra y a sus alumnos a obtener el dinero para que Wei pueda pagar el boleto y dirigirse a la ciudad.                          |
| Liu Hanzhi    | La madre enferma de Zhang Huike        | ciudadana de la aldea                                 | Está enferma y endeudada, por eso su hijo se va a trabajar a la ciudad.                                                                     |
| Ma Guolin     | hombre en la estación de autobuses     | oficinista                                            | |
| Wu Wanlu      | gerente de la estación de televisión   | subgerente de una estación de radiodifusión           | |
| Liu Ru        | locutor de la estación de tren         | locutor de una emisora                                | |
| Wang Shulan   | empleado de papelería                  | gerente de una papelería                              | |
| Fu Xinmin     | director de programas de televisión    | jefe de programación de canal de TV                   | Después que fue localizado por Wei durante tres días, finalmente la ayuda para que pueda buscar a Zhang Huike en un programa de televisión. |
| Bai Mei       | dueña del restaurante                  | gerente del restaurante                               | Ayuda a Zhang Huik mientras está en la ciudad y ve el anuncio en el programa de televisión en dónde se lo buscaba.                          |

## Producción

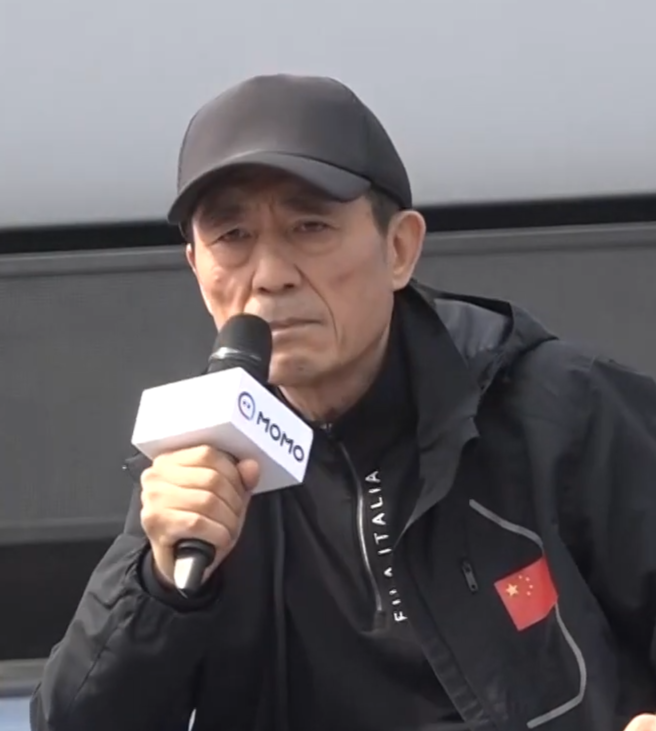
El director de la película Zhang Yimou.

### Rodaje
La película fue filmada en un estilo documental , " neorrealista "  que involucra cámaras ocultas e iluminación natural. Sin embargo, también hay elementos de edición pesada; por ejemplo, Shelly Kraicer señaló que muchas escenas tienen cortes frecuentes y rápidos , en parte como resultado de la filmación con actores sin experiencia.
Zhang tuvo que trabajar en estrecha colaboración con los censores del gobierno durante la producción de la película. Relató cómo los censores "seguían recordándome que no mostrara a China como demasiado atrasada y demasiado pobre", y dijo que en las tarjetas de título al final de la película tenía que escribir que la cantidad de niños rurales que abandonan la escuela cada año era un millón, aunque creía que el número era en realidad tres veces más que eso. Ni uno menos fue la primera película de Zhang que contó con el apoyo y los recursos del gobierno para poder producirla.

## Estreno y taquilla
Los derechos para distribuir la película fueron comprados por China Film Group Corporation, una organización patrocinada por el estado, y el gobierno promovió activamente la película. Se estrenó oficialmente en China continental en abril de 1999 , aunque hubo presentaciones a mediados de febrero. Sheldon H. Lu informa que la película recaudó ¥ 18 millones, una cantidad promedio, en sus primeros tres meses de exhibición; al final de su carrera en noviembre, vendió 40 millones de yenes en taquilla.  Sin embargo, Ni uno menos fue la película nacional más taquillera de 1999, y Laikwan Pang la calificó como un "éxito de taquilla". En los Estados Unidos, la película se estrenó en los cines el 18 de febrero de 2000 y recaudó $50,256 en su primer fin de semana y $592,586 en total; El lanzamiento fue manejado por Sony Pictures Classics , y la distribución de videos domésticos por Columbia TriStar ; Ni uno menos fue la primera película china de Columbia.
Lu advierte que las ventas de taquilla nacionales no son indicadores confiables de la popularidad de una película en China continental, debido a la piratería y al patrocinio estatal o de grupos sociales; a muchos trabajadores se les dieron boletos gratis para promocionar la película, y un informe de 1999 afirmó que el gobierno compró más boletos que los particulares. La película fue más popular que la mayoría de las películas promovidas por el gobierno que pregonaban la línea del partido y Lu afirma que tuvo un "tremendo apoyo social", pero Pang señala que su éxito "no fue puramente igualitario, sino parcialmente construido". "
| Fechas de estreno (Fuente: IMDb). |                                                                              |                                             |                                                             |
| País                              | Fecha de estreno                                                             | País                                        | Fecha de estreno                                            |
| Italia                            | 7 de septiembre de 1999 Festival de Cine de Venecia                          | Brasil                                      | octubre de 1999 Festival Internacional de Cine de São Paulo |
| Corea del Sur                     | 23 de octubre de 1999 Festival de Cine de Pusan                              | Francia                                     | 3 de noviembre de 1999                                      |
| Hong Kong                         | 2 de diciembre de 1999                                                       | Malasia                                     | 2 de diciembre de 1999                                      |
| Singapur                          | 2 de diciembre de 1999                                                       | Tailandia                                   | 17 de diciembre de 1999                                     |
| Noruega                           | 26 de diciembre de 1999                                                      | Bélgica                                     | 12 de enero de 2000                                         |
| México                            | 14 de enero de 2000                                                          | Estados Unidos Festival de Cine de Sundance | 21 de enero de 2000                                         |
| Países Bajos                      | 10 de febrero de 2000                                                        | Australia                                   | 17 de febrero de 2000                                       |
| Argentina                         | 7 de abril de 2000 Buenos Aires Festival Internacional de Cine Independiente | Japón                                       | 1 de julio de 2000 Solo en Tokio                            |
| Suecia                            | 14 de julio de 2000                                                          | Alemania                                    | 10 de agosto de 2000                                        |
| Indonesia                         | 4 de noviembre de 2000 Festival de Cine de Yakarta                           | Nueva Zelanda                               | 30 de noviembre de 2000                                     |
| España                            | 26 de enero de 2001                                                          | Israel                                      | 31 de mayo de 2001                                          |
| Polonia                           | 8 de octubre de 2001                                                         | Dinamarca                                   | 6 de diciembre de 2002                                      |

## Recepción

### Retirada del Festival de Cannes
Ni uno menos y la otra película de Zhang de 1999, El camino a casa, fueron seleccionadas para la Selección oficial del Festival de cine de Cannes de 1999, la competencia más prestigiosa del festival, donde varias de las películas anteriores de Zhang habían ganado premios. La justificación es incierta; Shelly Kraicer y Zhang Xiaoling afirman que los funcionarios de Cannes vieron el final feliz de Ni uno menos , con los conflictos de los personajes principales resueltos por la generosidad de los habitantes de la ciudad y los altos funcionarios, como propaganda a favor de China,  mientras que Zhu Ying afirma que los funcionarios la vieron y El camino a casa como demasiado antigubernamentales . En lugar de mostrar sus películas en una parte menos competitiva del festival, Zhang las retiró a ambas en protesta, afirmando que las películas eran apolíticas. En una carta abierta publicada en el Beijing Youth Daily, Zhang acusó al festival de estar motivado por otras preocupaciones además de las artísticas, y criticó la percepción occidental de que todas las películas chinas deben ser "progubernamentales". o "antigubernamental", refiriéndose a ello como una "discriminación contra las películas chinas".

### Crítica
Rotten Tomatoes le otorgó un índice de aprobación "fresco" del 95%, basado en 43 reseñas y Metacritic le otorgó un 73, lo que significa "críticas generalmente favorables". Muchos se centraron en los tarjetas finales: varios las compararon con un anuncio de servicio público, y Philip Kemp de Sight & Sound escribió: "Todo lo que falta es la dirección a la que debemos enviar las donaciones". Zhang Xiaoling, por otro lado, consideró que los títulos eran una crítica implícita al estado de la educación rural en China y dijo que "la noticia de que las contribuciones voluntarias han ayudado al 15% de los alumnos a regresar a la escuela tiene como objetivo generar una pregunta: ¿qué pasa con el 85% restante?" El desacuerdo sobre las tarjetas de título también se refleja en la reacción crítica al resto de la resolución de la película. Kemp describió el final como "sentirse bien" y criticó la película por retratar a los funcionarios y a la generosa gente de la ciudad como viniendo al rescate. Desson Howe de The Washington Post calificó el final como "ondeante", y The Independent 'lo llamó "azucarado". Alberto Barbera del Festival de Cine de Venecia , por otro lado, dijo que si bien el final de la película pudo haber sido como propaganda, el resto fue una "fuerte denuncia de un régimen que es incapaz de asegurar una educación adecuada para el país". Asimismo, Zhang Xiaoling argumentó que aunque la película parece elogiar superficialmente a la gente y los funcionarios de la ciudad, su trasfondo los critica duramente: señaló que el aparentemente benévolo gerente de la estación de televisión parece estar motivado más por los índices de audiencia que por los índices de audiencia. altruismo, que la manera insensible de la recepcionista hacia Wei es el resultado del "burocratismo y nepotismo" chino, y que a pesar de todas las cosas buenas de la ciudad, el recuerdo más claro de Zhang Huike de la vida en la ciudad es tener que mendigar por comida. Zhang y Kraicer argumentaron que los críticos que ven la película como propaganda progubernamental no entienden el punto y, como dijo Kraicer, "confunden [una] capa con el mensaje de la película... confunden el papel con el entero".

### Premios y nominaciones
El largometraje fue muy bien recibido por la crítica y ganó varios premios internacionales, entre ellos el Gallo de Oro en China, y premios del Festival Internacional de Cine de São Paulo y el León de Oro en el Festival de Cine de Venecia
| Premio                                                              | Año  | Categoría                                                               | Resultado | Notas                      |
| ------------------------------------------------------------------- | ---- | ----------------------------------------------------------------------- | --------- | -------------------------- |
| Venice Film Festival                                                | 1999 | León de Oro                                                             | Ganadora  |                            |
| Venice Film Festival                                                | 1999 | Premio Lanterna Mágica                                                  | Ganadora} |                            |
| Venice Film Festival                                                | 1999 | Premio Sergio Trasatti                                                  | Ganadora  |                            |
| Venice Film Festival                                                | 1999 | Premio UNICEF                                                           | Ganadora  |                            |
| Golden Rooster Awards                                               | 1999 | Mejor Director                                                          | Ganador   |                            |
| Hundred Flowers Awards                                              | 1999 | Mejor Película                                                          | Ganadora  | con otras dos películas    |
| Shanghai Film Critics Awards                                        | 1999 | Película de mérito                                                      | Ganadora  |                            |
| Shanghai Film Critics Awards                                        | 1999 | Mejor Director                                                          | Ganador   |                            |
| Beijing Student Film Festival                                       | 1999 | Premio del Jurado : Mejor Película                                      | Ganadora  |                            |
| China Obelisk Film Awards                                           | 1999 | Mejor Director                                                          | Ganadora  | con otras dos películas    |
| China Obelisk Film Awards                                           | 1999 | Mejor largometraje                                                      | Ganadora  | con otras nueve películas  |
| Festival Internacional de Cine de São Paulo                         | 1999 | Premio del público : Mejor Película                                     | Ganadora  |                            |
| European Film Awards                                                | 1999 | Premio Internacional                                                    | Nominada  |                            |
| Golden Bauhinia Awards                                              | 2000 | Top 10 Películas Chinas                                                 | Ganadora  | Con otras diez películas   |
| Young Artist Awards                                                 | 2000 | Mejor Película Internacional                                            | Ganadora  |                            |
| Young Artist Awards                                                 | 2000 | Mejor Interpretación en película internacional (interpretación juvenil) | Ganadora  |                            |
| Kinema Junpo Awards                                                 | 2001 | Mejor Director de Cine Extranjero                                       | Ganador   |                            |
| Isfahan International Festival of Films for Children & Young Adults | 2001 | Golden Butterfly                                                        | Ganadora  |                            |
| Festival de Cine de Changchun                                       | 2008 | Golden Deer: Película de tema rural                                     | Ganadora  | con otras cuatro películas |